# Les Dents de la mer (roman)
Pour l’article homonyme, voir Les Dents de la mer.
Les Dents de la mer (Jaws, littéralement, « Les Mâchoires ») est un roman de l'écrivain américain Peter Benchley, publié en 1974. Il raconte l'histoire d'un grand requin blanc qui chasse sur une petite station balnéaire de la côte est des États-Unis, et le voyage de trois hommes qui cherchent à le tuer. Le roman est issu de l'intérêt de Benchley pour les attaques de requins après qu'il a appris les exploits du pêcheur de requins Frank Mundus en 1964. Doubleday lui a commandé d'écrire le roman en 1971, à une période où Benchley était journaliste indépendant.
Grâce à une campagne mercatique orchestrée par Doubleday et l'éditeur Bantam, Les Dents de la mer a été incorporé dans de nombreux catalogues et a attiré l'intérêt des médias. Après la première publication en février 1974, le roman est un grand succès, restant sur la liste des meilleures ventes durant 44 semaines et le livre de poche qui étant vendu à des millions d'exemplaires l'année suivante. Les critiques sont mitigées, de nombreux critiques littéraires reprochant le style tout en reconnaissant un suspense efficace. Il se vend à plus de 9,5 millions d'exemplaires aux États-Unis et 20 millions dans le monde, en faisant l'un des plus importants livre à succès.
En 1974, les producteurs de cinéma David Brown et Richard D. Zanuck rachètent les droits du livre pour 175 000 $, en vue d'une future adaptation cinématographique. Ils ont lu le roman avant sa publication et acheté les droits du film, avant de choisir Steven Spielberg pour réaliser l'adaptation. Afin de rédiger le scénario, ils engagent l'auteur pour 25 000 dollars supplémentaires. Il se voit adjoindre Carl Gottlieb dans cette tâche. Cinq versions successives du scénario sont écrites pour l'adaptation cinématographique sortie le 20 juin 1975 aux États-Unis. 
Atteignant 470,7 millions de dollars de recettes au niveau mondial, le film est à l'époque le plus important succès commercial cinématographique de tous les temps et prolonge ainsi l'enthousiasme que le public avait pour le livre. De surcroît, les critiques sont meilleures à son encontre qu'elles ne l'étaient pour le livre. Le film se concentre sur le requin et la caractérisation des trois protagonistes. Le livre aborde notamment l'adultère entre Ellen Brody et Hooper, ainsi que les liens du maire de la ville avec la mafia, qui sont absents du film.

## La genèse du roman
Peter Bradford Benchley, né le 8 mai 1940 à New York et mort le 11 février 2006 à Princeton d'une fibrose pulmonaire idiopathique, est issu d'une famille littéraire.
Son grand-père, Robert Benchley (1889-1945), avait fondé l’Algonquin Round Table. Ce cercle consistait en une réunion quotidienne qui avait lieu autour d'une table de l'Algonquin Hotel à New York. S'y réunissaient alors des critiques, écrivains et acteurs de l'époque, tels Harold Ross, fondateur du magazine The New Yorker, Harpo Marx, un des cinq acteurs comiques des Marx Brothers, Edna Ferber, écrivain qui remporta le prix Pulitzer en 1925, Dorothy Parker, poète, critique, auteur de nouvelles et de scénarios ou encore Alexander Woollcott, critique dans les journaux The New York Times puis The New Yorker. Ces réunions eurent lieu pendant dix ans, de 1919 à 1929.
Son père, Nathaniel Benchley (1915-1981), était un écrivain reconnu dans le milieu de la littérature pour enfants. Il avait ainsi rédigé une vingtaine de romans, dont The Off-Islanders en 1962, Small Wolf en 1972 ou encore Bright Candles: A Novel of the Danish Resistance en 1974. En outre, il avait rédigé une douzaine de nouvelles.
Après avoir été diplômé de la Phillips Exeter Academy en 1957 et de l'Université Harvard en 1961, Peter Benchley travaille en 1963, pendant 6 mois, pour le quotidien The Washington Post (reporter et rubrique nécrologique), puis de 1963 à 1967 à l'hebdomadaire Newsweek (humoriste et critique de télévision). De 1967 à 1969, il rédige les discours du président Lyndon Johnson. En 1969, Richard Nixon devient le nouveau président et Benchley est remercié par la Maison-Blanche. Il se change alors en journaliste indépendant et écrit des articles pour Holiday, Life, Travel, The New Yorker, Time ou encore le National Geographic.
Au début des années 1970, Thomas Congdon, qui travaille pour le compte de la maison d'édition américaine Doubleday, approche l'écrivain. Il a lu quelques articles que Benchley a rédigé pour différents magazines et l'invite à manger dans un restaurant français de New York afin de déterminer si le journaliste Benchley n'aurait pas quelques idées intéressantes pouvant donner matière à l'écriture d'un livre. Benchley lui parle alors d'une histoire de requin. Congdon semble intéressé par ce récit de monstre marin venant terroriser les touristes sur une plage. Il lui offre une avance de 1 000 $ en échange des 100 premières pages. À la lecture du résultat initial, Thomas Congdon n'est pas vraiment satisfait par le ton employé dans le récit, trop humoristique à son goût, notant dans la marge « no jokes » (pas de blagues). C'est ainsi qu'il demandera à Benchley de réécrire une très grande partie des 100 premières pages de son roman. En février 2004, lors d'une entrevue donnée à BBC News Online, Congdon expliqua sa position:
| « The first five pages were just wonderful. The other 95 pages though were on the wrong track. They were humorous. And humour isn't the proper vehicle for a great thriller. » | « Les cinq premières pages étaient tout simplement merveilleuses. Il en était autrement des 95 autres pages, qui étaient à mon sens, sur la mauvaise voie. Elles étaient écrites sur un ton humoristique. Et l'humour n'est pas à proprement parler le meilleur moyen d'écrire un grand livre à suspense. » |

Depuis 1974-1975, avec le roman de Benchley puis le film de Spielberg qui en est dérivé, l'image du requin est durablement associée à celle d'un tueur implacable, d'une bête sanguinaire en quête de chair humaine. Pourtant, avant le milieu des années 1970, rares sont ceux qui s'intéressent aux requins et encore plus rares sont ceux qui les connaissent vraiment. Hormis peut-être ceux qui ont lu quelques articles parus dans certains magazines ou ceux qui ont vu en 1971 le documentaire Blue Water, White Death (Bleue est la mer, blanche est la mort) de Peter Gimbel et James Lipscomb, le sujet traité par Benchley est à l'époque, étrange, insolite et peu connu.
Comme il l'explique lui-même, Benchley dit porter de l'intérêt aux requins depuis son enfance passée sur l'île de Nantucket dans le Massachusetts. Mais c'est en lisant un article dans le New York Daily News qu'il aura réellement l'idée d'écrire Les Dents de la mer. Cet article relatait la capture par un pêcheur d'un requin de 2 tonnes au large de Long Island.
| « In 1964, I read about a fisherman who had caught a 4,550-pound great white shark off Long Island, and I thought to myself, "What would happen if one of those came around and wouldn't go away?" That was the "seed" idea of JAWS, but I didn't actually pursue it until 1971. In those days I was working 2 or 3 days a week making a living doing television and newspaper stories. That paid me enough so that I could have 3 or 4 days a week to work on the shark story. I sat in the back room of the Pennington Furnace Supply Co. in Pennington, New Jersey, in the winters, and in a small, old turkey coop in Stonington, Connecticut, in the summers, and wrote what turned out to be JAWS. » | « En 1964, j'ai lu un article à propos d'un pêcheur qui avait capturé un grand requin blanc de 2 tonnes au large des côtes de Long Island, et j'ai pensé en moi-même, « que se passerait-il si l'un de ces spécimens s'approchait de nos rivages et ne voulait plus en repartir ? ». C'était l' « embryon » d'idée des Dents de la mer, que je n'avais toutefois pas approfondi avant 1971. À cette époque, je travaillais 2 ou 3 jours par semaine, en écrivant des histoires pour la télévisions ou les journaux, pour gagner ma vie. Je gagnais assez pour consacrer ensuite les 3 ou 4 autres jours restants à l'écriture de mon histoire de requin. L'hiver, je m'asseyais dans le fond du Pennington Furnace Supply Co., à Pennington dans le New Jersey, et l'été, dans un vieux et petit poulailler à Stonington dans le Connecticut, afin d'écrire ce qui deviendrai plus tard Les Dents de la mer. » |

Poursuivant son idée d'écrire un roman sur les requins en 1964, il restera cantonné pendant des années, à faire de l'écriture « alimentaire ». Ce n'est qu'en 1971 qu'il se décidera à se lancer dans l'écriture du roman, son premier, un peu par défi comme il l'avouera plus tard. Lorsque Jaws sort aux États-Unis, son auteur est alors loin de se douter que son livre figurera parmi la liste des plus importants succès de librairie, à côté d'autres écrivains prestigieux. Dans les faits, son roman restera 44 semaines d'affiliée dans la liste des plus grosses ventes du pays.
Pourtant, rien n'est gagné lorsque le livre sort. Les critiques ne sont pas toutes très bonnes. Dans The Village Voice, Donald Newlove écrit l'une des pires critiques du livre:
| « Jaws has rubber teeth for a plot. It’s boring, pointless, listless; if there’s a trite turn to make, Jaws will make that turn. » | « Jaws possède une intrigue fade. Le livre est ennuyeux, sans intérêt, mou; s'il y avait un prix décerné aux banalités, Jaws serait en lice. » |

John Spurling du New Statesman note le côté rudimentaire des personnages décrits dans le roman, The Listener ou encore John Skow dans Time critiquent l'intrigue dans son ensemble. The Miami Herald reporte des propos de Jacques-Yves Cousteau qui affirme que :
| « There are a lot of people I have met who consider this a reference to sharks, which is a disaster. However well-written and advertised it was, it is a bad book. Sharks don’t behave like that. » | « J'ai rencontré de nombreuses personnes qui considèrent ce livre comme une référence sur les requins, et malheureusement c'est un désastre. Aussi bien écrit et documenté soit-il, c'est un mauvais livre. Les requins n'agissent pas comme cela est décrit dans le roman. » |

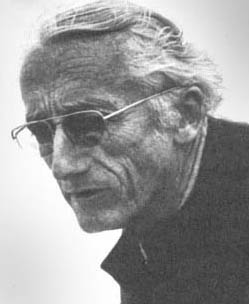
En 1974, Jacques-Yves Cousteau critique l'impact négatif du livre, qui donne au grand public une image déformée des requins.

Toutefois, le requin est un personnage qui trouve grâce aux yeux des critiques, comme le notera Patricia Meyer Spacks dans The Hudson Review, « [le requin est] indubitablement le plus intéressant personnage du livre ». En son temps, le roman de Benchley fut surtout comparé à Moby Dick, roman d'Herman Melville paru en 1851, au Vieil Homme et la Mer, roman d'Ernest Hemingway paru en 1852 et à Un Ennemi du peuple, pièce de 1882 d'Henrik Ibsen. Dans The Wall Street Journal, Benjamin Stein rajoute même qu'il voit dans le livre de Benchley, une pincée de Peyton Place, roman de Grace Metalious publié en 1956, du roman Le Parrain de Mario Puzo paru en 1969, ou encore qu'il y perçoit la trace de n'importe quelle nouvelle de John Clever, ainsi que d’As the World Turns, soap opera diffusé depuis avril 1956 sur les télévisions américaines. Malgré ces critiques parfois sévères, le livre n'en connaîtra moins pas un énorme succès public.
Sorti en février 1974 chez Doubleday, il est tiré à 35 000 exemplaires pour sa 1re édition. La maison d'édition d'origine en fera 8 tirages supplémentaires de février à septembre 1974. Fin 1974, Doubleday en aura vendu 202 270 exemplaires. En janvier 1975, il parait en version de poche chez Bantam Books, qui en a racheté les droits à Doubleday pour 575 000 $. Bantam Books fera 18 tirages supplémentaires en quelques mois et en aura vendu, fin 1975, 9 275 000 exemplaires. Depuis, le roman a été traduit dans de multiples langues. Il se vendra finalement à plusieurs millions d'exemplaires dans le monde, dépassant au moins le cap des 20 millions d'unités écoulées, dont 9,5 aux seuls États-Unis.
Jaws, le roman de Peter Benchley, une des meilleures ventes aux États-Unis et dans le monde,. En 1974, la vente du livre avait déjà rapporté plus de 1 000 000 $. En plus de l'argent versé par les producteurs du film Les Dents de la mer, plus de 175 000 $ pour les droits d'exploitation au cinéma, Peter Benchley se verra offrir 25 000 $ pour écrire le scénario du film.
Alors que c'est une histoire de requin tueur qui l'a fait connaitre au grand public et a fait sa fortune, Peter Benchley amorcera un tournant environnementaliste les dix dernières années de sa vie, consacrant son temps à la préservation de la nature, en particulier des mers, et à la sauvegarde des requins. En effet, de 1994 à 2005, il écrira Ocean Planet: Writings and Images of the Sea (1994), Shark Trouble: True Stories About Sharks and the Sea (2001), Shark!: True Stories and Lessons from the Deep (2002) et Shark Life: True Stories About Sharks and the Sea (2005).
Se servant de sa notoriété à la télévision ou dans des conférences pour défendre sa cause, il dira:
| « If I were to try to write Jaws today, I couldn't do it. Or, at least, the book I would write would be vastly different and, I surmise, much less successful.[...] Today I could not, for instance, portray the shark as a villain, especially not as a mindless omnivore that attacks boats and humans with reckless abandon. No, the shark in an updated Jaws could not be the villain; it would have to be written as the victim, for, world-wide, sharks are much more the oppressed than the oppressors. Every year, more than a hundred million sharks are slaughtered by man. It has been estimated that for every human life taken by a shark, 4.5 million sharks are killed by humans. And rarely for a useful purpose. » — Peter Benchley - Smithsonian Institution lecture | « Si je devais écrire Les dents de la mer aujourd'hui, je ne pourrais pas. Ou du moins, le livre que j'écrirais serait largement différent, et je pense, aurait moins de succès.[...] Aujourd'hui, je ne pourrait pas, par exemple, dépeindre le requin comme un monstre, comme un être omnivore dénué d'âme dévorant hommes et bateaux. Non, le requin ne pourrait plus actuellement être décrit comme un monstre, il devrait au contraire être assimilé à une victime, car de par le monde, il est plus oppressé qu'oppresseur. Chaque année, plus de 100 millions de requins sont massacrés par l'homme. Il a été estimé que pour une vie humaine emportée par un requin, 4,5 millions de requins périssent du fait de l'homme. Et rarement pour une cause juste. » |

## L'adaptation du roman au cinéma
| « The great fish moved silently through the night water, propelled by short sweeps of its crescent tail. The mouth was open just enough to permit a rush of water over the gills. There was little other motion: an occasional correction of the apparently aimless course by the slight raising or lowering of a pectoral fin - as a bird changes direction by dipping one wing and lifting the other. (...) » — Peter Benchley, Jaws, éd. Doubleday, Garden City, New York, 1974. | « Le grand poisson filait silencieusement à travers les eaux ténébreuses qu’il fouettait de sa queue en forme de croissant, la gueule ouverte, juste ce qu’il fallait pour assurer la circulation d’un courant d’eau sur ses ouïes. En dehors de ces coups de queue secs, il se contentait de soulever ou d’abaisser de temps à autre une nageoire pectorale pour corriger sa trajectoire apparemment sans but, comme un oiseau qui, pour changer de direction, incline tantôt une aile, tantôt l’autre. (...) » — Peter Benchley, Les Dents de la mer, traduit de l’américain par Michel Deutsch, éd. Librairie Hachette, Paris, 1974. |

C'est que le réalisateur n'est pas en accord avec la psychologie des personnages de Benchley, au point de déclarer qu'en lisant le livre, il en était presque à souhaiter que ce soit le requin qui triomphe des humains. Ce sentiment sera partagé par Rolling Stone, mais pas par les très nombreux lecteurs du roman, dont Benchley avait su toucher la corde sensible.
Avec le recul, Thomas Congdon dira de Jaws, le roman de Benchley, que :
| « It's a good novel. It's not great literature and it's not Moby Dick, but it's a well-written book. » | « C'est un bon roman. Ce n'est pas de la grande littérature et ce n'est pas Moby Dick non plus, mais c'est un livre bien écrit. » |

David Brown, le producteur du film qui a racheté les droits du livre avec Richard D. Zanuck, ne se demandera pas si c'est un livre bien écrit ou non, mais s'il a un potentiel cinématographique. Un jour, il découvre un article sur le livre dans Cosmopolitan, dont sa femme Ellen Gerly Brown est rédactrice en chef. L'article du Cosmopolitan conclut par ces mots : « Ce n'est pas de la grande littérature, mais on pourrait en tirer un bon film ». Cette phrase ne tombera pas dans l'oreille d'un sourd et il aura vite l'idée de l'adapter au cinéma, flairant le bon filon. Brown expliquera plus tard sa décision :

« Le cinéma n'avait encore jamais raconté l'histoire d'un requin mangeur d'hommes, et je n'avais pas la moindre idée de la manière dont ce serait réalisable, mais j'ai tout de suite su qu'on tenait un sujet du tonnerre. »

David Brown et Richard D. Zanuck ont à l'époque, respectivement la soixantaine et la quarantaine. Ces producteurs travailleront ensemble une grande partie de leur vie, produisant par exemple Cocoon de Ron Howard en 1985 ou encore Miss Daisy et son chauffeur de Bruce Beresford en 1989. De surcroît, ils n'en sont pas à leur première collaboration avec Steven Spielberg puisqu'ils sortent tout juste de la production de Sugarland Express. Rétrospectivement, leur filmographie atteste de leur compétence à choisir les bons scénarios et les bonnes équipes techniques. S'ils se sont portés très tôt sur le choix de Jaws, nul doute que c'est qu'ils ont vu dans le roman matière à réaliser un film faisant de grands bénéfices financiers.
Ils rachètent donc les droits pour 175 000 dollars, bien avant que le livre ne devienne un best-seller. De nos jours, l'achat, bien en amont, des droits d'exploitation d'un livre au cinéma sont courants, mais ce n'était pas le cas à l'époque. Peter Benchley était cependant dubitatif sur une possible adaptation au cinéma, tellement il lui semblait inconcevable de tourner avec de vrais requins et encore moins de fabriquer des automates qui puissent paraitre crédibles aux yeux des spectateurs.
Alors qu'il se retrouve dans le bureau de Richard D. Zanuck, Steven Spielberg aperçoit le livre Jaws posé devant lui. Il le vole et après l'avoir lu, il en comprend tout le potentiel cinématographique. Il demande à réaliser le film afférent, mais Dick Richards est déjà sur les rangs. Spielberg insiste et lorsque Richards se décommande trois semaines plus tard pour réaliser Adieu ma jolie, il prend les rênes du projet.
En partie poussé par la puissante Writers Guild of America (Guilde des scénaristes américains), Benchley est engagé pour adapter son propre roman à l'écran, mais comme le confessera ce dernier :

« Je n'avais jamais vu un scénario de ma vie, et j'ai dû improviser une narration totalement linéaire en éliminant toutes les scènes qui n'étaient pas essentielles à la progression de l'action »

Afin de l'aider dans l'adaptation de son roman au cinéma, Carl Gottlieb le rejoindra. Dans une moindre mesure et bien que non crédités au générique, Howard Sackler et John Milius ont également participé à l'écriture du script. Le premier avait rédigé Fear and Desire en 1953, le premier long métrage de Stanley Kubrick et c'est lui qui écrira Les Dents de la mer 2 avec Carl Gottlieb, mais officiellement cette fois-ci. Le second coécrira de nouveau en 1979 pour Spielberg le script de 1941 et sera le futur scénariste et réalisateur de Conan le Barbare en 1982 ou encore, coscénariste d' Apocalypse Now (Francis Ford Coppola, 1979). Ce sont eux qui furent à l'origine du monologue de Quint sur l'Indianapolis.
Spielberg cherche avant tout à recentrer l'histoire sur la chasse au requin, en gommant certains aspects psychologiques des personnages, pour lesquels il n'avait pas spécialement de sympathie. Là où dans le roman Martin Brody apparaissait bougon, vulgaire, voire lubrique, il devient tour à tour jovial, ouvert, sensible, homme de parole et attaché à sa famille, dans le film. Là où Ellen Brody s'ennuyait fermement à Amity et traversait une crise dans son couple, n'avait plus de relations sexuelles avec son mari et eut une liaison avec Matt Hooper malgré son amour pour Brody (avant de se réconcilier avec lui à la fin du livre), elle devient épouse fidèle et attentionnée dans le film. Le ton humoristique du roman, certes largement atténué par l'intervention de Congdon, n'était plus de mise pour le scénario du film.
Lors de la découverte du premier corps mutilé par le requin, Benchley décrit avec force détails ce qu'il reste du corps de la jeune fille, faisant vomir de dégoût les trois personnes sur place, alors que Spielberg montre furtivement ce qui ressemble à une main de femme, mais sans s'attarder avec un court plan où l'on voit une main putréfiée entourée de crabes. Le cinéaste offre une vision d'horreur suggérée, sans pour autant montrer le corps de la jeune femme, qu'on peut pourtant aisément imaginer mutilé, mais restant hors du champ de la caméra. Martin Brody reste alors silencieux, regardant au loin vers la mer, invitant ainsi le spectateur à imaginer qui est et à quoi peut bien ressembler le meurtrier des mers. Là où Benchley verse dans le voyeurisme et le sordide, Spielberg filme de manière elliptique, suggérant plus qu'il ne montre.
D'une manière générale, cela constitue la grande différence entre le roman et le film. Là où Benchley appuie les descriptions, les effets, les pensées des personnages, Spielberg ne fait que suggérer, laissant au spectateur une grande part d'imagination. L'atmosphère mystérieuse et le sentiment de menace diffus font que le film est paradoxalement plus psychologique que le livre, et ce, même si les personnages sont largement moins bavards chez Spielberg.

## Principales différences entre le roman et le film
Dans l'ensemble, le film reste assez fidèle au roman.
L'exception la plus notable concerne l'adultère entre Ellen Brody et Matt Hooper. Dans le roman, Martin Brody est originaire d'Amity et il est issu de la classe moyenne. Sa femme Ellen, en revanche, est issue d'une famille aisée. Ellen, lassée de devoir vivre à Amity et en pleine crise dans son couple, commence à fréquenter Matt qui est également de son rang social (il est aussi le plus jeune frère d'un des anciens amants d'Ellen).
Dans le film, Steven Spielberg élimine toute référence à une différence de classe et par conséquent, de l'adultère qui en résulte entre la femme de Martin Body et Matt Hooper. Toujours dans le film, Martin Brody dit venir de New York (lors de la scène où il découvre le corps de Christine Watkins), est affable, attentionné envers sa famille.

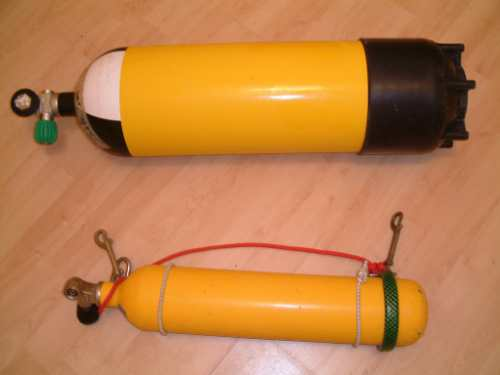
Peter Benchley était initialement en désaccord avec la mort du requin dans le film, par explosion d'une bouteille de plongée, solution peu crédible selon lui. Il avait rédigé une solution bien différente dans son roman, faite d'accumulation de blessures.

Le film montre quelques autres différences avec le roman, plus ou moins importantes, au titre desquelles on peut relever celles-ci :
- Le film montre que Martin Brody a deux fils : Michael (13 ans) et Sean (4 ans). Dans le roman, il avait trois fils ayant un âge, et parfois, un prénom différent : Billy (13 ans), Martin Junior (11 ans) et Sean (10 ans).
- Le roman précise que Christine Watkins, la première victime, est tuée vers la mi-juin. Dans le film, on aperçoit son certificat de décès où apparait la date du 1er juillet.
- Dans le roman, Matt Hooper est tué par le requin alors qu'il plonge pour l'examiner et cherche un moyen pour s'en débarrasser.
- Dans le roman, la véritable raison qui pousse Larry Vaughn à laisser les plages ouvertes au public sont ses liens avec la Mafia, et non pas le bien de la ville qu'il administre.
- Dans le film, les scènes finales tournées à bord du bateau, se passent en un seul et unique trajet ininterrompu, alors que dans le roman, les hommes reviennent plusieurs fois en sécurité dans le port d'Amity.
- Le long monologue de Quint à propos de l'USS Indianapolis est totalement absent du livre, tout comme du scénario original.
- Dans le roman, le requin meurt de l'accumulation de blessures de balles, de coups de couteau et de harpons qui lui déchirent la chair. Pour le film, une solution plus visuelle fut retenue, ce qui n'a initialement pas satisfait Peter Benchley qui prétendait que la mort du requin par l'explosion d'une bouteille d'air comprimé n'était pas plausible. Finalement, il s'est laissé convaincre par Spielberg et a déclaré par la suite préférer la mise à mort du film.